# Случайность (рассказ)
«Случайность» — рассказ Владимира Набокова, относящийся к русскому периоду его творчества. Был написан и опубликован (под псевдонимом В. Сирин) в 1924 году.

## Сюжет и история текста
Главный герой рассказа — русский эмигрант Алексей Лужин, который работает официантом в поезде Берлин—Париж. Он пристрастился к кокаину и считает свою жизнь бессмысленной. В тот же поезд садится жена Лужина, которая только что смогла покинуть Россию и теперь хочет найти мужа. В силу случайности супруги не встречаются, и Лужин совершает самоубийство.
«Случайность» была написана в начале 1924 года. Набоков вспоминал позже, что принёс рукопись в редакцию русской эмигрантской газеты «Руль», выходившей в Берлине, но там её отвергли со словами «Мы не печатаем анекдотов о кокаинистах». Тогда писатель отправил рассказ в рижскую газету «Сегодня», где она и увидела свет 22 июня того же года.
Известно, что о рассказе был высокого мнения дядя автора Константин Набоков, посоветовавший племяннику перевести «Случайность» на английский язык.